# Glatt Firn
Der Glatt Firn ist ein Gletscher in den nördlichen Urner Alpen, im Kanton Uri in der Zentralschweiz. Er ist der zweitgrösste Gletscher des Kantons Uri. Der Name des Gletschers wird nach der Bedeutung des Adjektivs glatt als ebenes, nicht zerklüftetes Schneefeld erklärt.

## Lage
Der fast drei Quadratkilometer grosse Gletscher liegt auf etwa 2800 m Höhe zwischen den Berggipfeln des Gross Spannorts im Nordwesten, des Chli Spannorts und des Glatt Stocks im Westen und des Schneehüenderstocks im Osten. Er fliesst gegen Nordosten über den zunächst schwach geneigten Hang und bildet im oberen Bereich ein weites Hochplateau. Im unteren Teil fällt seine Oberfläche zwischen dem Schneehüenderstock und dem Schwarzstöckli über einen steilen Felshang ab und endet in einer Abbruchzone, das Absturz genannt wird, hoch über dem Alpgebiet Auf den Gründen. Aus mehreren Schmelzwasserbächen am breiten Gletscherrand entsteht auf dem Talboden der Schattig Grundbach, ein Quellbach des Alpbachs, der bei Erstfeld in die Reuss mündet.
Südöstlich des Gipfels Glatt Stock liegt die tiefste Stelle des Grates, die Glatt Pass genannt wird, jedoch kein eigentlicher Bergübergang ist, weil auf der Südseite eine steile Felsstufe das Berggebiet über dem Hochtal Juzfad abschliesst.
Im Westen hängt das Firngebiet über das Spannortjoch mit dem Spannortgletscher und im Norden zwischen Gross Spannort und Schwarzstöckli mit dem Schlossberggletscher zusammen, der früher als Teil des Glatt Firns angesehen wurde.

## Entwicklung
Im Schweizer Gletschermesswerk GLAMOS stehen für den Glatt Firn Daten von 1893 bis 1956 zur Verfügung. In diesem Zeitraum ging die Zunge des Gletschers um 244 m zurück. 2010 betrug seine Länge noch 2,76 km.
Im frühen 20. Jahrhundert dehnte sich der Glatt Firn im Süden am Zwächten über die Wasserscheide bis zum Bächlifirn hin aus und hing im Osten auch mit einem geschlossenen, bis um 2020 fast ganz abgeschmolzenen Gletscherfeld am Krönten zusammen.

## Alpinismus
Die Normalroute auf den Schneehüenderstock führt von der Kröntenhütte über den Glatt Firn.